# Pasie Lamgarot
Pasie Lamgarot is een bestuurslaag in het regentschap Aceh Besar van de provincie Atjeh, Indonesië. Pasie Lamgarot telt 609 inwoners (volkstelling 2010).